# Lucky: How Joe Biden Barely Won the Presidency
Lucky: How Joe Biden Barely Won the Presidency («Suerte: cómo Joe Biden apenas ganó la presidencia» en español) es un libro de no ficción de Jonathan Allen y Amie Parnes, periodistas de NBC News y The Hill, respectivamente. El libro trata sobre la exitosa campaña de Joe Biden en las elecciones presidenciales de Estados Unidos de 2020. Allen y Parnes habían escrito previamente Shattered: Inside Hillary Clinton's Doomed Campaign, un libro sobre la fallida campaña de Hillary Clinton en las elecciones presidenciales de Estados Unidos de 2016.

## Contenido
Lucky describe cómo, según Allen y Parnes, Joe Biden «apenas ganó la presidencia». Describen ideas contradictorias entre el personal de campaña de Biden sobre estrategia política, retórica y políticas. El libro cubre la respuesta de la campaña a asuntos como la pandemia de COVID-19 y los disturbios raciales en curso. La gestión de la pandemia de COVID-19 por parte de la campaña de Biden se considera una de las principales razones del éxito electoral. Examina las interacciones entre figuras clave del Partido Demócrata y la campaña, como Barack Obama, Hillary Clinton y Andrew Cuomo.